# التجوال (رواية)
التجوال (بالإنجليزية: Cruising)‏ هي رواية كتبها مراسل نيويورك تايمز جيرالد ووكر ونشرت في عام 1970.  تدور الرواية حول شرطي سري يبحث عن قاتل متسلسل مثلي الجنس في مدينة نيويورك عام 1970 قبل أن تصبح ثقافة لبس الجلد الفرعية معروفة جيدًا (كانت موجودة ولكن ليس بالقدر الذي تم تصويره به في الفيلم). كان ضحايا القاتل لم يظهروا ميولهم الجنسية أو منفتحين عن ميولهم نسبيًا (بقدر ما يمكن أن يكونوا في ذلك الوقت) وصادفوا القاتل أثناء التجوال والبحث عن شريك لممارسة الجنس. أثناء العمل في السر، أظهر الشرطي مشاعر تجاه جاره المثلي.

## الملخص
تركز الرواية على ثلاث شخصيات رئيسية، القاتل ستيوارت ريتشاردز، والشرطي السري جون لينش، والضابط إديلسون، الذي أسند الدور السري إلى لينش. يركز كل فصل (ومجموعها 20) على أحد أفكار الشخصية. تركز الرواية على مشاعر لينش تجاه مجموعات الأقليات المختلفة ، بما في ذلك الرجال المثليين ومشاعره المتعلقة بالعمل السري وكيف تتغير حياته مع تطور وظيفته. ينصب التركيز الإضافي على مآثر ريتشارد المتنوعة بين الجنسين، وعلاقته القوية مع والده والعديد من ذكريات حياته، في الماضي والحاضر، وأفكار إديلسون حول القضية وكيف يأمل أن تكسبه ترقية إذا نجح بحلها.

## القصة كفيلم
تم إعتماد الرواية ليصبح فيلماً (ويحمل اسم Criusing). كانت هناك تغييرات جوهرية في حبكة الفيلم ، مثل نقل القاتل إلى عالم السادية المازوخية والحانات الجلدية للمثليين في قرية غرينتش، نيويورك. يتضمن الفيلم الشرطي ستيف بيرنز (تم تغيير اسمه من جون لينش) الذي كان له علاقة جنسية نشطة مع صديقته نانسي (التي تلعبها كارين ألين). لا يشكل أي من هذه الجوانب جزءًا من حبكة الرواية. قام ببطولة الفيلم آل باتشينو وأخرجه ويليام فريدكين . 

## روابط خارجية
- Cruising  في قاعدة بيانات الأفلام على الإنترنت (بالإنجليزية)